# Vince Foster
Vincent Walker Foster Jr. (15 de enero de 1945–20 de julio de 1993) fue un abogado estadounidense que fungió como asesor adjunto de la Casa Blanca durante los primeros seis meses de la administración Clinton.
Foster había sido socio del despacho de abogados Rose Law Firm en Little Rock, Arkansas donde, tal como lo reportó más adelante The Washington Post, ascendió a the pinnacle of the Arkansas legal establishment. En la Casa Blanca, se sentía insatisfecho con su trabajo en la política, lo cual le derivó en una depresión. En julio de 1993, fue hallado muerto de una herida de bala en el Parque Fort Marcy. Cinco investigaciones gubernamentales oficiales dictaminaron que la causa de su muerte había sido el suicidio,  aunque surgieron varias teorías conspirativas.

## Primeros años y carrera
Vincent Foster nació en Hope, Arkansas, hijo de Vincent W. Foster Sr. y Alice Mae Foster (1914–2012). Su padre tuvo éxito como promotor inmobiliario. Vincent tuvo dos hermanas, Sheila y Sharon.
Entre sus amigos de infancia estuvo Bill Clinton, conocido en ese entonces como Billy Blythe. Clinton, un año y medio menor que Foster, vivía con sus abuelos en una propiedad contigua a la de Foster mientras su madre (Virginia Clinton Kelley) se encontraba fuera estudiando enfermería. Clinton luego recordaría: I lived with my grandparents in a modest little house across from Vince Foster's nice, big, white brick house. And our back yards touched. Otro recuerdo de Clinton era que Foster was kind to me and never lorded it over me the way so many older boys did with younger ones. Otro de sus amigos de la infancia fue Mack McLarty, quien un día se convertiría en el Jefe de Gabinete de la Casa Blanca de Clinton. En 1950, la madre de Clinton se volvió a casar y se mudaron a un área distinta de Hope. Según algunas fuentes, Foster y Clinton asistieron juntos a la escuela Miss Marie Purkins' School for Little Folks, un jardín de infancia privado, aunque Foster cursaba un año más arriba. Luego, a finales de 1952, la familia Clinton se mudó a Hot Springs. Sin embargo, Clinton regresaba a menudo a Hope para visitar a sus abuelos—en el verano, los fines de semana y las vacaciones—y se mantenía en contacto con las personas que allí vivían.
Foster se destacó como estudiante y deportista. En la escuela secundaria de Hope, fue presidente del consejo estudiantil, mientras que McLarty fungió como vicepresidente. Se graduó de la secundaria de Hope en 1963.
Foster asistió a la universidad Davidson College, de la que se graduó con una licenciatura en psicología en 1967. Su padre quería que se uniera al negocio familiar de bienes raíces pero, en su lugar, decidió estudiar derecho.
Luego de ingresar en la facultad de derecho de la Universidad Vanderbilt, se alistó en la Guardia Nacional de Arkansas, en los momentos más críticos de la Guerra de Vietnam, para evadir la conscripción militar. Para estar más cerca de sus responsabilidades en la Guardia, se trasladó a la facultad de derecho de la Universidad de Arkansas en Fayetteville, donde fungió como el jefe de redacción de la revista jurídica. En 1971, se graduó en el primer lugar de su promoción y obtuvo su título de doctor en derecho. Obtuvo la calificación más alta de su promoción en el examen del colegio de abogados de Arkansas.

## Matrimonio y familia
Durante su segundo año en Davidson, Foster conoció a Elizabeth Braden (Lisa), la hija de un corredor de seguros de Nashville que asistía a la universidad privada para mujeres Sweet Briar College. Se casaron el 20 de abril de 1968 en la Iglesia Católica de St. Henry en Nashville. Tuvieron tres hijos: Vincent III, Laura y John.

## Carrera profesional

### Como abogado en Arkansas
En 1971, Foster se incorporó al despacho Rose Law Firm en Little Rock, Arkansas, y en 1974 fue nombrado socio, uno de solo nueve que había entonces en ese despacho. Se desempeñó como presidente del comité del Colegio de Abogados de Arkansas que supervisaba la asesoría jurídica gratuita. De esta manera, colaboró con Hillary Rodham en subsanar un requisito poco razonable para que personas indigentes pudieran recibir asesoría. Foster luego puso en marcha la contratación de Rodham en Rose Law Firm, donde esta se convirtió en la primera abogada asociada (y luego la primera socia) en el despacho. Tanto Foster como su colega y socio Webster Hubbell desempeñaron un papel decisivo para que los demás socios dejaran a un lado su renuencia a contratar a una mujer. La contratación de Rodham se dio poco después de que Bill Clinton saliera electo como fiscal general de Arkansas, lo que llevó a ambos a mudarse de Fayetteville a Little Rock. Foster y Rodham trabajaron juntos en varios casos. A medida que la carrera política de Bill Clinton iba cobrando fuerza, Foster estaba allí para apoyarlo. Además, eran amigos íntimos y fue Foster quien le enseñó a nadar a su hija Chelsea Clinton.

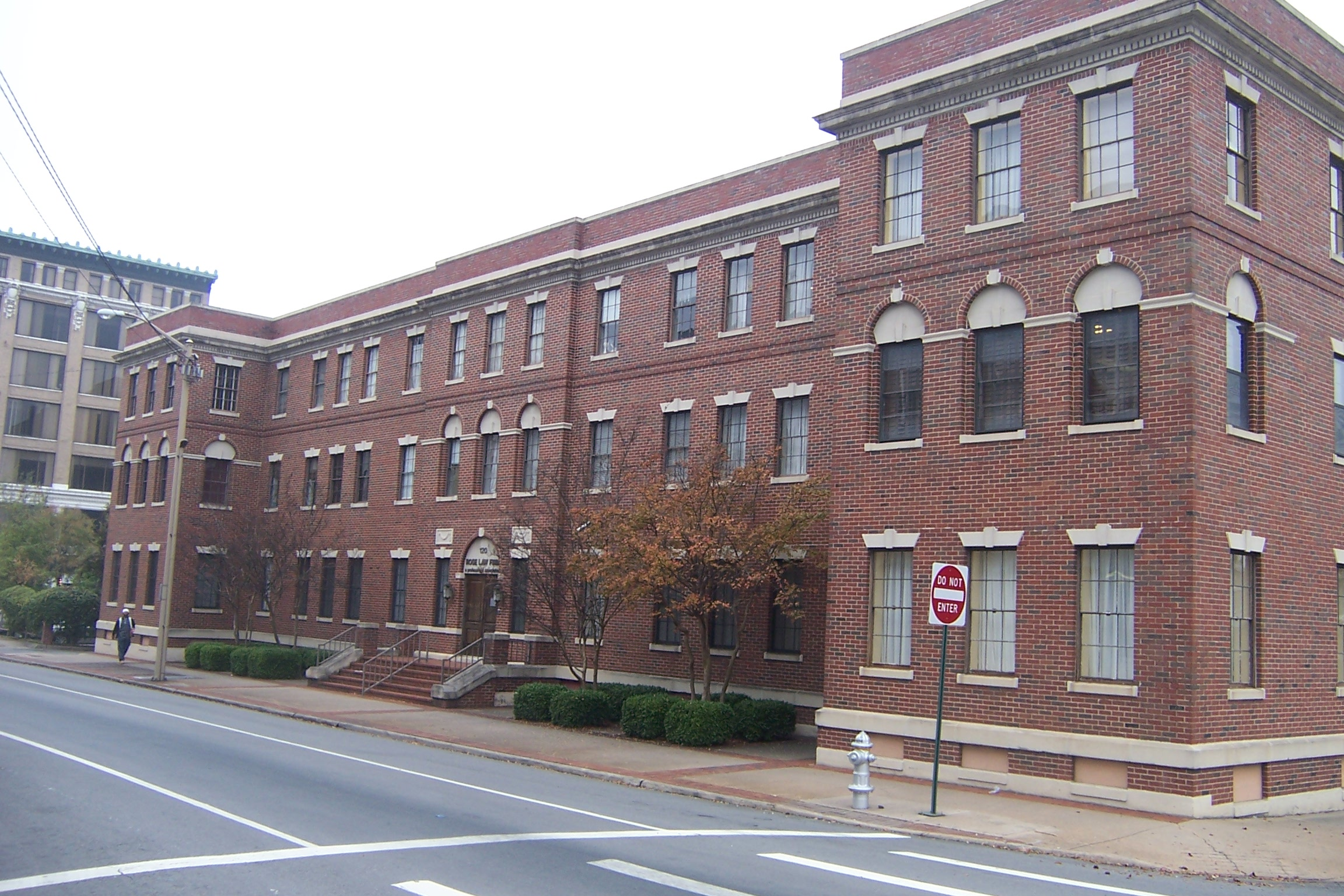
El despacho Rose Law Firm en Little Rock, donde Foster laboró durante dos décadas.

Foster ejerció el derecho corporativo, principalmente, y llegó a devengar casi $300,000 al año. Se le conocía por prepararse para cada caso con antelación y de manera exhaustiva, lo que incluía la creación de árboles de decisión.  De esta manera, cultivó una reputación como uno de los mejores abogados litigantes en el estado de Arkansas.  En su libro de memorias, Hillary Rodham Clinton se refiere a Foster como one of the best lawyers I've ever known y lo comparó en su estilo y esencia con la interpretación que le dio Gregory Peck al personaje Atticus Finch en la película clásica To Kill a Mockingbird (Matar a un ruiseñor) de 1962. Por su parte, Bill Clinton se refiere a Foster en sus memorias como a tall, handsome, wise, good man. Por otro lado, el escritor Carl Bernstein ha descrito a Foster como tall, with impeccable manners and a formal mien ... elegant in perfectly tailored suits, and soft-spoken to the point of taciturnity. El escritor Dan Moldea lo calificó como a 'can-do' lawyer who worked best when under pressure. Phillip Carroll, el principal abogado litigante en el despacho Rose Law Firm, dijo una vez acerca de Foster: He was my ideal of a young lawyer. La revista del Colegio de Abogados de Estados Unidos, ABA Journal, publicó que Foster era acknowledged by many as the soul of the firm.
Al parecer, su experiencia en Rose Law Firm estuvo coronada solo por el éxito. Un tiempo después, un socio dijo lo siguiente: I never saw a professional setback. Never. Not even a tiny one. Durante el período que estuvo en el despacho, este quintuplicó su tamaño. El Colegio de Abogados de Arkansas le otorgó varios premios y lo nombró Abogado Destacado del Año en junio de 1993. También figuró en la lista del libro Best Lawyers in America. Su esposa Lisa lo describió como una persona motivada para triunfar, que se quedaba trabajando a contrarreloj para prepararse para casos importantes, que creía que perdería el caso aunque esto rara vez ocurría. Más tarde, Lisa se daría cuenta de que esto fue una señal temprana de comportamiento depresivo.
Ya para 1992, Vince Foster estaba, tal como publicó más adelante The Washington Post, en the pinnacle of the Arkansas legal establishment. Fue también una figura reconocida en la sociedad de Little Rock: fungió como presidente del consejo del teatro Arkansas Repertory Theatre y fue socio del exclusivo Country Club de Little Rock.

### Asesor Adjunto de la Casa Blanca
Luego de la elección de Clinton en 1992, Foster se unió al equipo de transición presidencial. Una vez que Clinton fue investido, Foster se unió a su personal en la Casa Blanca a principios de 1993 como asesor adjunto. Esto a pesar de su reticencia inicial de dejar atrás su vida en Little Rock para trasladarse a Washington. Allí, trabajó como subalterno del Asesor de la Casa Blanca Bernard W. Nussbaum, aunque este luego consideraría que ambos eran co-senior partners. También trabajó con otros dos socios del despacho Rose Law Firm, William H. Kennedy, III, quien fungió como su asesor asociado, y Webster Hubbell, quien luego llegó a ocupar el puesto de Fiscal General Adjunto. La residencia de la familia Foster era una pequeña casa alquilada en Georgetown, Washington D. C..
Foster confrontó dificultades para adaptarse a la vida y la política en Washington. A diferencia de algunos otros personajes relacionados con Clinton, no tenía ninguna experiencia en campañas ni en política electoral. Su esposa y su hijo menor se habían quedado en Arkansas para que este pudiera terminar su último año de secundaria en el colegio Catholic High en Little Rock. Al principio, su trabajo consistió en investigar los antecedentes de los potenciales candidatos a funcionarios en el gobierno de Clinton. Como dijo más adelante uno de los sujetos del proceso de investigación de antecedentes: I wondered why I was being interviewed by the guy who would be deputy counsel. Seemed his job was to find out how honest I was, and what level of ego I was bringing. It's a measure of how much the Clintons trusted him. Pero para Foster, el estar involucrado en el proceso de selección de candidatos le estaba causando ansiedad y depresión. En particular, se sentía culpable por el fracaso de la nominación de Zoë Baird. Foster creía que Baird había tenido razón al seguir el consejo de su abogado en relación con el pago de impuestos a sus empleados domésticos. Sin embargo, no pudo anticipar la reacción política adversa que llevó al escándalo conocido como Nannygate y que dejó una mancha en la etapa inicial del gobierno de Clinton. Las nominaciones de Kimba Wood y Lani Guinier, que al igual resultaron en sendos fracasos, también estuvieron bajo su responsabilidad. Tuvo que renunciar al Country Club de Little Rock cuando su membresía—compuesta en su totalidad de personas de raza blanca—se convirtió en un problema político para otros miembros de la administración.
Como asesor adjunto, Foster también estuvo involucrado en diversos asuntos, tales como elaborar decretos presidenciales, analizar el efecto jurídico de diversas políticas, estudiar tratados internacionales, opinar sobre las ramificaciones de las autorizaciones para el uso de la fuerza militar y autorizar desembolsos dentro de la Casa Blanca. Foster se encargó de colocar los activos financieros de los Clinton en un fideicomiso ciego.
Se ocupó del papeleo de la sociedad de ahorro y préstamo Madison Guaranty y el desarrollo inmobiliario Industrial Development Corporation de los Clinton, además de varias declaraciones de impuestos relacionadas con el escándalo Whitewater. Trabajaba doce horas al día, seis o siete días a la semana y, aunque ya de por sí era delgado, comenzó a perder peso.
El 8 de mayo de 1993, Foster dio el discurso de graduación en la Facultad de Derecho de la Universidad de Arkansas, su alma mater:

The reputation you develop for intellectual and ethical integrity will be your greatest asset or your worst enemy. You will be judged by your judgment. ... Treat every pleading, every brief, every contract, every letter, every daily task as if your career will be judged on it ... There is no victory, no advantage, no fee, no favor, which is worth even a blemish on your reputation for intellect and integrity. ... Dents to the reputation in the legal profession are irreparable.

Un miembro del profesorado que escuchó el discurso recordó haberle dicho a un colega que fue the most depressing graduation speech I had ever heard, in both content and manner. Un amigo de Foster dijo: Look, it's just crazy, right? You get one dent and it can never be fixed? In Washington, you get them all the time. You get twenty dents and you go to the body shop. Vince couldn't see that, apparently.

## Depresión y muerte

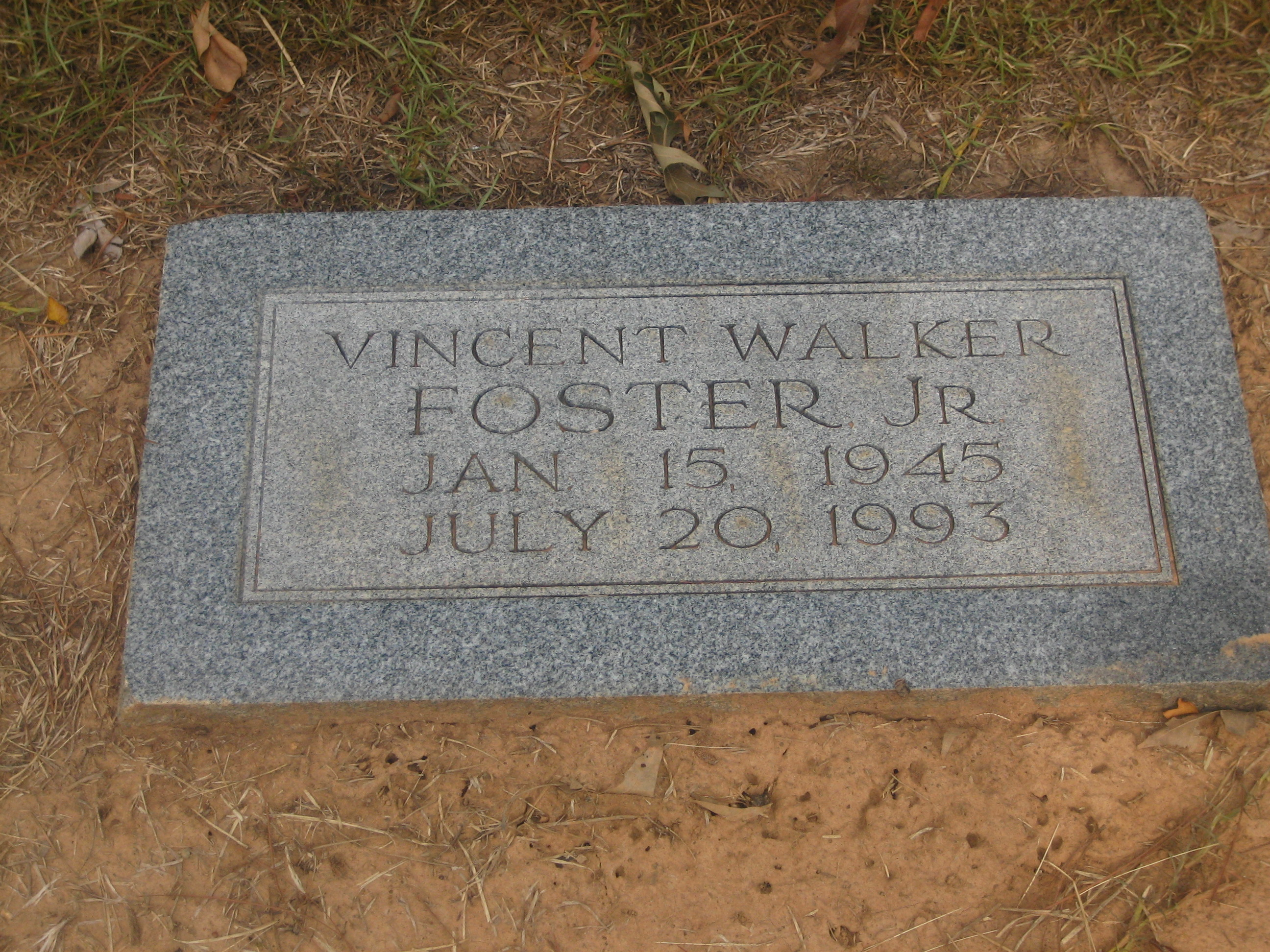
Tumba de Vince Foster en el cementerio Memory Gardens, en Hope, su hogar de la infancia.

Cuatro días después de aquel discurso de graduación, estalló el escándalo de la oficina de viajes de la Casa Blanca. Foster fue el blanco de varios editoriales críticos del Wall Street Journal en junio y julio de 1993, con títulos tales como Who is Vincent Foster? Quedó muy alterado en relación con la polémica de la oficina de viajes y la posibilidad de una audiencia en el Congreso a la que podrían llamarlo a declarar. Debido a que le desagradaba ser el centro de la atención pública y además había continuado perdiendo peso y sufriendo de insomnio, consideró renunciar a su posición pero temía una humillación personal si regresaba a Arkansas.
Además, para tratar la depresión que le aquejaba (la cual luego de su muerte fue identificada como depresión clínica), su médico de Arkansas le recetó por teléfono el medicamento antidepresivo trazodona con una dosis inicial baja para empezar. Al día siguiente, Foster fue hallado muerto en el parque federal Fort Marcy Park en Virginia. Tenía 48 años. La autopsia determinó que había recibido un disparo en la boca y no se encontraron otras heridas en su cuerpo.
En su maletín se encontró el borrador de una carta de renuncia que había sido rasgada en 27 pedazos. La carta incluía una lista de quejas, tales como: The WSJ editors lie without consequence y además: I was not meant for the job or the spotlight of public life in Washington. Here ruining people is considered sport.
Su misa fúnebre se celebró en la Catedral de San Andrés en Little Rock. Bill Clinton presidió la oración fúnebre en la que recordó su época de infancia juntos y citó un verso de la canción A Song for You de Leon Russell: I love you in a place that has no space and time.
Foster está enterrado en el cementerio Memory Gardens Cemetery de Hope, su ciudad natal. Le sobreviven su esposa y sus tres hijos.

### Investigaciones posteriores
Cinco investigaciones oficiales o gubernamentales acerca de la muerte de Foster concluyeron que la causa de su muerte fue el suicidio.
- La primera investigación la llevó a cabo la Policía de Parques de Estados Unidos, en cuya jurisdicción ocurrió la muerte en 1993.[35] Debido a la posición de Foster en la Casa Blanca, la Oficina Federal de Investigación (FBI) colaboró con la investigación, al igual que otras agencias estatales y federales.[35] El resultado de estas pesquisas se hizo público el 10 de agosto de 1993 en un informe conjunto del Departamento de Justicia, el FBI y la Policía de Parques, en el que se afirmaba: The condition of the scene, the medical examiner's findings and the information gathered clearly indicate that Mr. Foster committed suicide.[nota 22][35]
- Las investigaciones realizadas por un médico pesquisidor y el fiscal independiente Robert B. Fiske, en un informe de 58 páginas publicado el 30 de junio de 1994, también concluyeron que la muerte de Foster había sido un suicidio.[26] Este informe, que hizo uso de los recursos del FBI e incorporó las opiniones de varios patólogos expertos, concluyó: The overwhelming weight of the evidence compels the conclusion ... that Vincent Foster committed suicide in Fort Marcy Park on July 20, 1993.[nota 23][35]
- Dos investigaciones realizadas por el Congreso de los Estados Unidos concluyeron que Foster se suicidó:[26] La primera fue llevada a cabo por el Representante William F. Clinger Jr. de Pensilvania, el republicano de mayor rango en el Comité de Supervisión y Rendición de Cuentas de la Cámara de Representantes, que llegó a esta conclusión en los resultados publicados el 12 de agosto de 1994.[35] La segunda la realizó el Comité de Banca, Vivienda y Asuntos Urbanos del Senado, en el que tanto la mayoría demócrata como la minoría republicana del comité elaboraron conclusiones que llegaban a los mismos resultados en informes publicados el 3 de enero de 1995.[35] Sin embargo, persistieron las teorías de encubrimiento, algunas de las cuales fueron promulgadas por el Proyecto Arkansas (una serie de informes de periodismo investigativo que se enfocaron en las críticas en contra del Presidente Clinton y su administración).[36][37]
- Luego de una investigación de tres años, el fiscal independiente del escándalo Whitewater, Kenneth Starr, publicó un informe el 10 de octubre de 1997, que también concluyó que la muerte de Foster había sido un suicidio.[26][37][4] En respuesta, Sheila Foster Anthony, hermana de Vince Foster, dijo estar de acuerdo con las conclusiones de Starr, pero criticó su investigación por haber demorado tanto tiempo y así haber contribuido a la existencia de ridiculous conspiracy theories proffered by those with a profit or political motive.[nota 24][4] La inclusión de la muerte de Foster en la investigación de Starr y el tiempo que demoró se debieron en parte al papel desempeñado por Brett Kavanaugh, el asesor asociado de Starr.[38] Dos décadas más tarde, este papel de Kavanaugh en la investigación resultó ser controversial durante el proceso de su nominación a la Corte Suprema.[37][39]

En el 2004, la Corte Suprema dictaminó por unanimidad en el caso Archivos Nacionales y Administración de Documentos contra Favish que las fotografías del lugar de los hechos y de la autopsia no debían hacerse públicas.

## Legado
Algunas personas creen que la muerte de Foster, ocurrida apenas seis meses después del inicio de la nueva administración, acabó con el optimismo y la inocencia que quedaban entre el personal de la Casa Blanca. Mack McLarty, jefe de personal de la Casa Blanca y amigo de la infancia, dijo: It was a deep cut. It clearly had a tremendous impact. Nussbaum especuló que si Foster no hubiera muerto, habría ayudado a resistir las peticiones de nombrar asesores independientes, además de que es probable que no se hubieran producido las numerosas investigaciones agrupadas bajo el paraguas del escándalo Whitewater que ocuparon a la administración y a Clinton mismo durante el resto de su presidencia. En efecto, el modo en que Maggie Williams, jefa de gabinete de Hillary Clinton, manejó los archivos y documentos de Foster inmediatamente después de su muerte también se convirtió en tema de investigación por sí mismo.
Años después, Bill Clinton expresó su continuo enojo por los rumores y las teorías acerca Foster, al apretar el puño mientras decía: I heard a lot of the right-wing talk show people ... and all the sleazy stuff they said. They didn't give a rip that he had killed himself or that his family was miserable or that they could break the hearts [of Foster's friends and family]. It was just another weapon to slug us with, to dehumanize us with.
La muerte de Foster también tuvo un efecto en el despacho Rose Law Firm, ya que muchas personas en la empresa esperaban que se convirtiera en su líder una vez que regresara de Washington. Como dijo un socio más tarde: In meetings of the partners, he didn't often take a vocal stand. ... But when he did, it almost always swayed the firm. When he left for Washington, people here spoke openly about the emotional vacuum. Sus colegas especulaban con que Foster podría haber llegado algún día a ser presidente del colegio de abogados del estado o una opción para un puesto de juez federal.
A partir de 1993, el premio Vince Foster, Jr. fue concedido anualmente por el Colegio de Abogados del Condado de Pulaski en reconocimiento a los miembros que hubieran contribuido a la abogacía y al progreso de la profesión. Se creó en su nombre una cátedra patrocinada en la Facultad de Derecho de la Universidad de Arkansas: la Cátedra Universitaria Vincent Foster de Ética Jurídica y Responsabilidad Profesional. En el 2015, Howard W. Brill, un titular de la cátedra, fue nombrado Juez Presidente de la Corte Suprema de Arkansas.